# Motörizer
A Motörizer album a brit Motörhead zenekar 2008-ban megjelent, sorrendben tizenkilencedik stúdiólemeze.

## Története
Az album felvételei az év elején zajlottak, újra Cameron Webb irányításával. A dobsávokat a Foo Fighters frontember Dave Grohlnál rögzítették a Studio 606-ban. Zeneileg a Motörizer az előző két stúdióalbum, a Kiss of Death (2006) és az Inferno (2004) egyenes folytatása.
A lemezborítót kivételesen nem Joe Petagno készítette, hanem Lemmy tervei alapján Mark De Vito rajzolta meg. A képen látható címerpajzs a tagok szülőhazája (Lemmy Anglia, Phil Campbell Wales, Mikkey Dee Svédország) nemzeti szimbólumait, valamint a Motörhead emblematikus figuráját (Snaggletooth) egyesíti.
A Motörizer a 2000-es évek eddigi legsikeresebb Motörhead albuma. Németországban megismételték vele az előző lemez sikerét és az 5. helyre kerültek az eladási listán. Angliában előbbre léptek a 32. helyre, és hosszú idő után Amerikában is újra a listákra kerültek. A Billboard 200 listán a 82. helyen szerepeltek, míg a Billboard Top Hard Rock összesítésében a 11. helyig jutottak.

## Az album dalai
1. Runaround Man – 2:57
2. Teach You How to Sing the Blues – 3:03
3. When the Eagle Screams – 3:44
4. Rock Out – 2:08 videóklip
5. One Short Life – 4:05
6. Buried Alive – 3:12
7. English Rose – 3:37
8. Back on the Chain – 3:24
9. Heroes – 4:59
10. Time Is Right – 3:14
11. The Thousand Names of God – 4:33

## Közreműködők
- Ian 'Lemmy' Kilmister – basszusgitár, ének
- Phil Campbell – gitár
- Mikkey Dee – dobok
- Cameron Webb – slide gitár a "The Thousand Names of God" dalban